# Qui a peur du Grand Ordinateur ?
 (décembre 2018).
Si vous disposez d'ouvrages ou d'articles de référence ou si vous connaissez des sites web de qualité traitant du thème abordé ici, merci de compléter l'article en donnant les références utiles à sa vérifiabilité et en les liant à la section « Notes et références ».
Pour plus de détails, voir Fiche technique et Distribution.
Qui a peur du Grand Ordinateur ? est un téléfilm documentaire français réalisé pour la télévision par Patrick Le Gall, diffusé le 9 décembre 1977 sur FR3 dans l'émission Vendredi.

## Synopsis
Comment est perçue la montée en puissance de l'informatique dans le monde du travail, l'administration et les grandes entreprises ? Le grand public est à la croisée des chemins, à la fois sujet d'une société où sa vie pourrait être contrôlée par le « Grand Ordinateur », mais aussi désireux de bénéficier au plus vite des incroyables possibilités que lui offre ce même ordinateur dans la vie quotidienne.

## Fiche technique
- Titre : Qui a peur du Grand Ordinateur ?
- Réalisation et scénario : Patrick Le Gall
- Avec : Bruno Lussato
- Production : France Régions 3
- Pays d'origine :  France
- Genre : documentaire
- Durée : 52 minutes
- Première diffusion : 9 décembre 1977 dans le magazine Vendredi
- Organisme de diffusion : FR3

## Accueil
Le critique du quotidien Le Monde, Philippe Boucher, déclare que « c'est un plaisir authentique que de voir si convenablement tissé un réseau d'images, et de paroles, grâce à quoi la compréhension naît. » Il est impressionné par le fait que les réalisateurs de l'émission ont su faire œuvre de vulgarisation tout en intéressant à la fois le grand public néophyte et les personnes déjà fort au courant des enjeux de l'avènement de l'informatique, comme les techniciens ou les législateurs.
La diffusion du film coïncide avec la présentation de la nouvelle Loi informatique et libertés à l'Assemblée nationale le 13 décembre 1977, après un détour par le Sénat où elle a fait l'objet de nouveaux amendements.

## Autour du film
Le film est diffusé le 9 décembre 1977 dans le centième numéro de l'émission Vendredi d'André Campana et Maurice Cazeneuve sur FR3.
À cette époque les grandes entreprises françaises commençaient à s'équiper  en matériel informatique. Dans le pays, devant la montée en puissance de ce nouvel outil de traitement de l'information, il régnait dans une partie de la population une méfiance, voire une crainte vis-à-vis de ce nouvel outil qui pouvait être utilisé par certains comme une forme nouvelle de contrôle et de coercition de la société. Il n'existait pas alors d'organisme de contrôle de gestion des données emmagasinées dans d'énormes machines, ce qui suscitait une forme inquiétante de syndrome orwellien, décrit prophétiquement dans 1984 et que David Bowie évoquait au même moment dans l'une de ses compositions.
Le film se déroule comme une enquête qui retrace ce climat d'inquiétude, face à ces nouvelles machines, couvertes par le secret qui entourait la mise en place d'un système opaque organisé par les multinationales, sous la bienveillance du quasi-monopole d'IBM. Tous les secteurs comme les banques, l'administration, l'armée commençaient à s'équiper sans qu'aucun contre-pouvoir, ni régulation, ni information publique puissent contrebalancer les inquiétudes sous-jacentes dans la population. C'était alors déjà les premiers signes d'une mondialisation croissante, dont ce système allait favoriser la montée en puissance.
Pour mieux appréhender cette mutation décisive, des responsables administratifs, des techniciens, des informaticiens, des scientifiques tentaient d'informer sur les buts, les mécanismes et le fonctionnement d'un système qui allait révolutionner les décennies à venir. Certains laissaient aussi poindre les inquiétudes si aucune mesure de contrôle ne s'exerçait assez rapidement. D'un autre côté, l'informaticien Bruno Lussato esquissait les prémices de la révolution de la micro-informatique qui en était alors à ses débuts outre-Atlantique, dans les arcanes de la toute nouvelle Silicon Valley...